# Dorin-Nicolae Lojigan
Dorin Nicolae Lojigan (n. 16.05.1973) este un avocat din Câmpia Turzii, care în prezent ocupă funcția de primar al Municipiului Câmpia Turzii. A fost ales în această funcție, prima dată, la alegerile locale din anul 2016 și reales în 2020. Dorin Nicolae Lojigan este președinte al PNL Câmpia Turzii, încă din anul 2009.

## Viața personală
Dorin Nicolae Lojigan s-a născut în 16.05.1973, în Câmpia Turzii, județul CLUJ, România. Este necăsătorit și are o fată. Anii copilăriei i-a petrecut în cartierul Insulă al orașului Câmpia Turzii.

## Studii
Între anii 1987 și1991 a urmat cursurile liceale la Liceul Industrial din Câmpia Turzii, cu specializarea Mecanic, mașini și utilaje. În perioada 1992 - 1997 - a urmat cursurile universitare la Fundația AISTEDA București, Facultatea de Drept Alba Iulia, specializarea științe juridice. În perioada 2006 - 2008 a urmat cursurile Master European în Criminalistică, Universitatea de Științe și Arte Gheorghe Cristea București. În perioada 30 – 31.10.2007 a participat la Simpozionul internațional cu tema: Investigația criminalistică a accidentelor rutiere – Rolul mass-mediei în prevenirea acestora, organizat de Inspectoratul general al Poliției Române În perioada 27 - 28.10.2009 a participat la Simpozionul internațional cu tema: Investigarea infracțiunilor din domeniul Crimei Organizate, organizat de Asociația Criminaliștilor din România.
În data de 27.10. 2010 a participat la Simpozionul internațional cu tema: Valorificarea urmelor și mijloacelor materiale de probă prin constatări tehnico-științifice și expertize criminalistice organizat de Asociația Criminaliștilor din România și Inspectoratul general al Poliției Române.
Între anii 2010 - 2011 a urmat un Master în management în administrație, instituții de credit și societăți comerciale - Universitatea Bogdan Vodă Cluj Napoca.

## Activitate profesională
Între anii 1991 și 1996 a lucrat ca lăcătuș mecanic la Industria Sârmei Câmpia Turzii SA, urmând ca din 1996 până în 1998 să lucreze ca tehnician în Departamentul Financiar al SC Mechel Câmpia Turzii SA.
În anul 1998 și-a început cariera de avocat, în Baroul București, urmând ca din 2000, până în 2012 să activeze ca avocat, în Baroul Cluj.
În anul 2012 a fost ales viceprimar al Municipiului Câmpia Turzii, din partea USL Cluj PSD + PNL.
În anul 2016 a fost ales primar al Municipiului Câmpia Turzii, din partea PNL Câmpia Turzii.
În anul 2020 a fost reales primar al Municipiului Câmpia Turzii, din partea PNL Câmpia Turzii.

## Activitate politică
Dorin Lojigan și-a început cariera politică în anul 1996, candidând la funcția de primar al orașului Câmpia Turzii, din partea Mișcării Ecologiste din România. A obținut 284 de voturi, dar partidul său a obținut 339, fiind destule pentru ca acesta să devină consilier local.
În anul 2007, Dorin Nicolae Lojigan a revenit în politică, înscriindu-se în Partidul Național Liberal. În anul imediat următor, a fost pe locul 2 al listei propuse de PNL Câmpia Turzii, pentru Consiliul Local, la alegerile locale din anul 2008. În anul 2009, Dorin Lojigan a fost ales președinte al PNL Câmpia Turzii, iar în 2010 a intrat în Consiliul Local, din postura de supleant, după decesul consilierului local, Iosif Șandor.
În anul 2011, PNL Câmpia Turzii - cu Dorin Nicolae Lojigan președinte, împreună cu PSD Câmpia Turzii, au pus bazele alianței USL Cluj PSD + PNL. Din partea acestei alianțe, Lojigan a devenit viceprimar, în anul 2012.
În anul 2016, PNL Câmpia Turzii, cu Dorin Nicolae Lojigan președinte, a câștigat, alegerile locale din Câmpia Turzii. El a devenit, astfel, primar al Municipiului Câmpia Turzii cu 4522 de voturi, adică 46.91% din totalul de voturi valabil exprimate, pentru funcția de primar.
Lojigan și-a păstrat mandatul de primar și după alegerile locale din 27 septembrie 2020, câștigând alegerile cu 3877 de voturi, adică 46.98% din totalul de voturi valabil exprimate, pentru funcția de primar.

## Distincții primite
Crucea Transilvană - În anul 2017, cu prilejul ceremoniei de sfințire a Capelei Mortuare din Municipiul Câmpia Turzii, Înalt Preasfinția Sa, Andrei Andreicuț, Mitropolitul Clujului, Maramureșului și Sălajului și Arhiepiescopul Vadului, Feleacului și Clujului, i-a conferit această distincție primarului, Dorin Nicolae Lojigan.
Best Smart Living Project - Smart Industry Awards 2020
Premiul pentru Excelență în Educație - Gala AMR 2021
Premiul pentru Excelență în Promovarea și susținerea antreprenoriatului - Gala AMR 2022

## Cărți scrise
Dorin Lojigan - „Pentru Fiecare”, 2016